# 若林鎮興
若林 鎮興（わかばやし しげおき）は、戦国時代から安土桃山時代にかけての武将。大友氏の家臣。大友義鎮（宗麟）から偏諱を受けた。

## 生涯
天文16年（1547年）、若林越後守の子として生まれる。若林氏は元々下野国の豪族で、室町時代初期より前に大友氏に仕えた。豊後国佐賀関郷一尺屋を所領とし、その地理的要素も加わり、大友氏の水軍衆としてその中核を担った。
永禄12年（1569年）、安芸国の毛利元就が北九州への侵攻を開始する。秋月氏、高橋氏などの国人衆は大友氏の支配に反発しており、元就の調略によって寝返ったため、豊前国・筑前国の大友軍の戦線は崩壊し、大きな危機を迎えていた。大友宗麟は、大内氏の一族・大内輝弘に軍勢を貸し与え、鎮興に命じて周防国山口へと海路輸送した。途中、少数の毛利水軍と戦ってこれを敗走させ、また鎮興自身も敵将の首を取った。周防国秋穂浦に上陸し、輝弘を送り出したが、後に大内軍の劣勢が明らかとなり、吉川元春率いる毛利軍、そして毛利水軍本隊も引き返してきた。鎮興は毛利水軍と小競り合いの後に撤退したとも、この急報を聞いて輝弘軍を見捨てて逃走したともいわれている。大内輝弘軍は壊滅したが、北九州から毛利軍を撤退させ、戦略的にこの大内輝弘の乱は大成功を収めた。なお、大内輝弘の豊後出発に先立つ10月6日に、鎮興は輝弘から長門国萩の津50石を与えることを約束されたが、大内輝弘が敗死したことでこの約束は実現しなかった。
元亀3年（1572年）には、姻戚関係であった土佐一条氏の危急を救うべく伊予国へ侵攻し、翌々年に一条兼定が豊後国へ亡命した際にも、またその翌年の天正3年（1575年）の土佐国侵攻（一条軍は四万十川の戦いで大敗）でも、大友水軍の一員として活動した。しかし、このような外征の結果、同6年（1578年）に日向国への侵攻では手柄を挙げたが、耳川の戦いで大友軍本体が島津軍に敗北し、それまでの攻勢から守勢へと変わった。
天正8年（1580年）、大友氏重臣の田原親貫が反乱を起こした。大友水軍を率いた鎮興は海上より田原氏の所領であった国東半島を封鎖。援軍の毛利水軍を悪天候の影響もあり撃退に成功したが、同年の田北紹鉄の反乱など各地で反乱が勃発した。国内の動揺が収まらぬ中、ついに島津軍が豊後国へ侵攻を開始（豊薩合戦）。鎮興も嫡男の統昌と共に臼杵城へ籠城して、難を逃れた。
文禄元年（1592年）から始まる文禄・慶長の役でも、大友氏の配下として水軍を率いて参戦。しかし、文禄2年（1593年）5月1日に大友義統が朝鮮での不手際で改易されると、同年8月2日、速吸瀬戸通過のための寄港地である二間津で死去した。享年47。